# Etimologie
Etimologia este o ramură complexă a lingvisticii, care se ocupă cu originea și evoluția formală și semantică a cuvintelor unei limbi, precum și cu relația lor cu cuvinte de aceeași origine din diferite alte limbi. Dat fiind că cercetarea etimologică este una diacronică, etimologia poate fi considerată și o ramură a lingvisticii istorice.
Studiul etimologic merge până la un cuvânt care este considerat a fi cel de origine, numit etimon. Se vorbește și despre etimologia unui cuvânt, prin care se înțelege în sens restrâns originea lui, în sens mai larg indicarea etimonului acestuia și explicarea evoluției sale.
Etimologia nu este o disciplină izolată. Pe de o parte nu se limitează la aspecte lingvistice, ci apelează și la o seamă de discipline extralingvistice, pentru a găsi dovezi de natură geografică, istorico-politică, socială, culturală și legate de civilizația materială și spirituală, care să facă plauzibilă raportarea la o anumită sursă. Pe de altă parte, pe etimologie se sprijină aproape toate celelalte discipline lingvistice, care fac apel direct sau indirect la ea.
Munca etimologului este deosebit de complexă. Este mai ușoară dacă limba de bază a limbii ale cărei cuvinte se studiază este atestată, adică există documente scrise în ea, ca în cazul limbii latine, pentru limbile romanice. Este însă mai grea dacă limba de bază nu este atestată și trebuie să se reconstruiască etimoanele prin diverse metode, de exemplu, în cazul limbilor fino-ugrice. În ciuda eforturilor, etimologia multor cuvinte este necunoscută.
Rezultatele cercetării etimologice se reflectă în studii publicate și în dicționare, mai ales etimologice. Pentru limba română există Dicționarul etimologic al limbii române al lui Alexandru Ciorănescu, dar și în dicționare explicative se dă în mod mai sumar etimologia cuvintelor.

## Extinderi ale etimologiei
Etimologia poate fi directă, dacă se limitează la indicarea sursei celei mai apropiate în timp a cuvântului studiat. Astfel este de obicei etimologia la care se referă dicționarele etimologice și dicționarele explicative care o abordează. Ea poate fi și indirectă, în caz că cercetarea merge cât mai departe posibil în timp, până la sursa considerată primară, de exemplu, în cazul românei, până la etimonul reconstruit din limba proto-indo-europeană. În general, o asemenea etimologie se abordează numai în studii comparativ-istorice.
Din alt punct de vedere, etimologia este internă, în cazul cuvintelor create pe terenul limbii prin procedee de formare a cuvintelor (derivare, compunere etc.), sau externă, dacă este vorba de cuvinte moștenite din limba de bază sau împrumutate.

## Metodele etimologiei
Etimologia are o istorie îndelungată, care a început încă din antichitate, dar cercetările etimologice pe baze științifice au început abia în prima jumătate a secolului al XIX-lea. Atunci s-au descoperit între limbi înrudite corespondențe fonetice sistematice numite legi fonetice, pe baza cărora a fost inițiată metoda comparativ-istorică în lingvistică. S-a trecut la aplicarea acesteia pentru reconstruirea limbii proto-indo-europene.
Din punct de vedere strict lingvistic, confirmarea unei ipoteze despre etimonul unui cuvânt moștenit se întreprinde prin căutarea, în primul rând, a concordanței formale dintre anumite cuvinte din limbi presupuse înrudite puse în relație. Concordanța formală se confirmă prin conformarea la legile fonetice care au acționat în trecerea de la limba de bază la limba evoluată din ea. Deja în secolul al XIX-lea, comparându-se sunetele unor cuvinte cu același sens și prezentând asemănări de formă din limbile sanscrită, greacă veche și latină, s-a constatat că consoanele din ele sunt aceleași. Astfel, cuvântul cu sensul „tată” este în sanscrită pitár, în greaca veche paté:r și în latină pater. Din aceasta s-a dedus că au evoluat dintr-un cuvânt care avea în proto-indo-europeană radicalul *p-t-r. În schimb, cuvântul englez father, care seamănă întrucâtva cu celelalte, are f în loc de p. Totuși s-a ajuns la concluzia că father are aceeași origine ca și corespondentele lui din cele trei limbi cu p și t, pentru că și în alte cuvinte au avut loc schimbări asemănătoare, de exemplu sanskrită pád- – greacă pod- – latină ped- – engleză foot. Prin urmare, corespondența p – f este sistematică, de fapt moștenită din limba protogermanică, dat fiind că este comună limbilor germanice existente.
În cazul împrumuturilor, concordanța formală se confirmă prin conformarea la regulile de adaptare ale acestora valabile în limba care le primește. De exemplu, se știe că cuvântul maghiar udvar are ca etimon cuvântul slav dvor, deși începe cu u-. Aceasta deoarece s-a constatat că maghiara a păstrat până la o anumită etapă din evoluția ei intoleranța limbii de bază fino-ugrice față de grupurile de consoane la început de cuvânt, de aceea a adaptat astfel de împrumuturi prin proteza unei vocale.
Abaterile de la concordanța formală trebuie să fie explicabile prin accidente fonetice sau prin analogie. De exemplu, în română, forma numelui primei zile a săptămânii ar trebui să fie *lune, din latinescul lunae, dar a devenit luni sub presiunea formei cuvintelor aparținând aceluiași câmp lexical: marți, miercuri și vineri. Analogia acționează și asupra împrumuturilor. De pildă forma octombrie (cu m neetimologic) se datorează presiunii analogice a cuvintelor septembrie, noiembrie și decembrie, în care m este etimologic.
Pe lângă concordanța formală, etimologia trebuie să constate concordanța semantică dintre cuvântul studiat și etimonul presupus, sau, dacă sensurile lor sunt diferite, să găsească o explicație logică pentru aceasta. Bunăoară, în limba română, verbul a îneca are ca etimon cuvântul din latina clasică nĕcāre „a omorî fără vărsare de sânge”. Schimbarea de sens s-a produs deja în limba latină vulgară, fiind prezentă și în alte limbi romanice (it  annegare; fr  noyer; oc  negar; ca , es , pt  anegar), și poate fi explicată prin obiceiul din epocă de a executa uneori condamnații prin înecare. Și în acest exemplu se vede contribuția unor cunoștințe extralingvistice la cercetarea etimologică.
Originea unor cuvinte poate fi univoc determinată, mai ales dacă sunt moștenite. De exemplu, despre cuvântul poartă se știe precis că provine din latinescul porta. Însă alte cuvinte, mai ales împrumuturi, au o etimologie multiplă, adică se explică prin mai multe etimoane, din mai multe limbi. De pildă cuvântul caracter a existat în română în variante cu același sens, dar forme sonore diferite explicabile prin împrumut din limbi diferite: haractir (din neogreacă), harácter (din rusă), carácter (din germană), caractér (din franceză). Sunt și cuvinte care au intrat în limbă cu o singură formă, și totuși au putut proveni din mai multe limbi, ex. lampă, din germană, franceză, rusă sau maghiară. Alte cuvinte au intrat de asemenea cu o singură formă, explicabilă prin forma lor dintr-o anumită limbă, dar sensul lor se raportează la cel al cuvântului de aceeași origine din altă limbă. Astfel este cuvântul stat, la origine latinescul status, dar cu sensul „instituție suprastructurală” al francezului État.

## Etimologia populară
Etimologia populară este un fenomen prin care vorbitorul modifică un cuvânt sau un grup de cuvinte necunoscut pentru el (de obicei recent intrat în limbă), sub influența altui cuvânt sau grup de la care crede că provine, din cauza unei asemănări de formă, de sens sau a altei asocieri. Forma unor cuvinte standard se explică prin astfel de fenomene produse în istoria limbii, formă care s-a generalizat și s-a impus în timp înainte de elaborarea standardului acesteia.